# Skäggered
Skäggered är en ort i Lindome socken i Mölndals kommun i Västra Götalands län. SCB hade för bebyggelsen i orten avgränsat två separata småorter benämnda Skäggered (norra delen) och Skäggered (södra delen). De upphörde båda 2015 när småorterna växte samman med bebyggelsen i Lindome/Göteborg.